# Pestilänoja
Pestilänoja is een beek, die stroomt in de Zweedse  provincie Norrbottens län. De Pestilänoja ontstaat op de noordelijke hellingen van de Palo Pestilä, een heuvel. De beek stroomt zuidoostwaart en vormt met de Keronoja en de Syväoja de Sompasenoja. De Pestilänoja is ongeveer 4 kilometer lang.